# Довженко Олександр Романович
Олекса́ндр Рома́нович Довже́нко (нар.29 березня 1918, Севастополь — пом.4 лютого 1995, Феодосія) — український радянський лікар-нарколог, заслужений лікар України, народний лікар СРСР, автор методу стресово-емоційної психотерапії, що успішно застосовується для лікування різних видів залежностей — алкоголізму, паління в амбулаторних умовах.

## Життєпис
Народився 29 березня 1918 року в Севастополі, в родині Романа Довженка, машиніста теплоходу «Вірменія». Олександр Довженко мав двох братів та сестру. У 1933 році вступив до фабрично-заводського училища. Працював кочегаром на теплоході.
У 1936 році вступив до Кримського медичного інституту, який закінчив у 1941 році. Після закінчення медичного інституту працював лікарем у Чернівцях, Кам'янці-Дніпровській, Олешках, Джанкої. У 1948 році був призначений головним лікарем шкірно-венерологічного диспансеру в Феодосії. Згодом деякий час працював у медичному кабінеті Феодосійського морського порту. Став впроваджувати сучасні психотерапевтичні методи.
У 1977—1985 роках працював старшим науковим співробітником НДІ клінічної та експериментальної неврології та психіатрії ім. В. П. Протопопова у Харкові. У Харківському інституті удосконалення лікарів Довженко скінчив курси практичного гіпнозу.
Апробація, теоретичне і наукове обґрунтування методу Довженка були здійснені у 1979—1980 роках в НДІ клінічної та експериментальної неврології та психіатрії ім. В. П. Протопопова у Харкові. Після чого було отримано авторське свідоцтво про винахід і ліцензію на право застосовувати цей метод (номер свідоцтва SU № 1165392).
У 1984 році метод лікування за Довженком («Організація стресопсихотерапії хворих на алкоголізм в амбулаторних умовах») було зареєстровано Державним комітетом у справах винаходів і відкриттів під назвою «Лікування хворих на хронічний алкоголізм за методом доктора Довженка» і затверджено Управлінням зі впровадження нових лікарських засобів і медичної техніки Міністерства охорони здоров'я СРСР. Пізніше цей метод включений МОЗ України в «Тимчасові галузеві уніфіковані стандарти медичних технологій діагностико-лікувального процесу стаціонарної допомоги в ЛПЗ України» та «Уніфіковані стандарти наркологічної допомоги населенню в лікувально-профілактичних установах України».
У 1985 році Довженко відкрив у феодосійському палаці Стамболі Республіканський наркологічний психотерапевтичний центр МОЗ УРСР. Цього ж року отримав звання заслуженого лікаря України.
У 1989 році Довженко отримав звання Народний лікар СРСР.
Помер Олександр Довженко від другого інсульту 4 лютого 1995 року в Феодосії.

## Нагороди, вшанування пам'яті

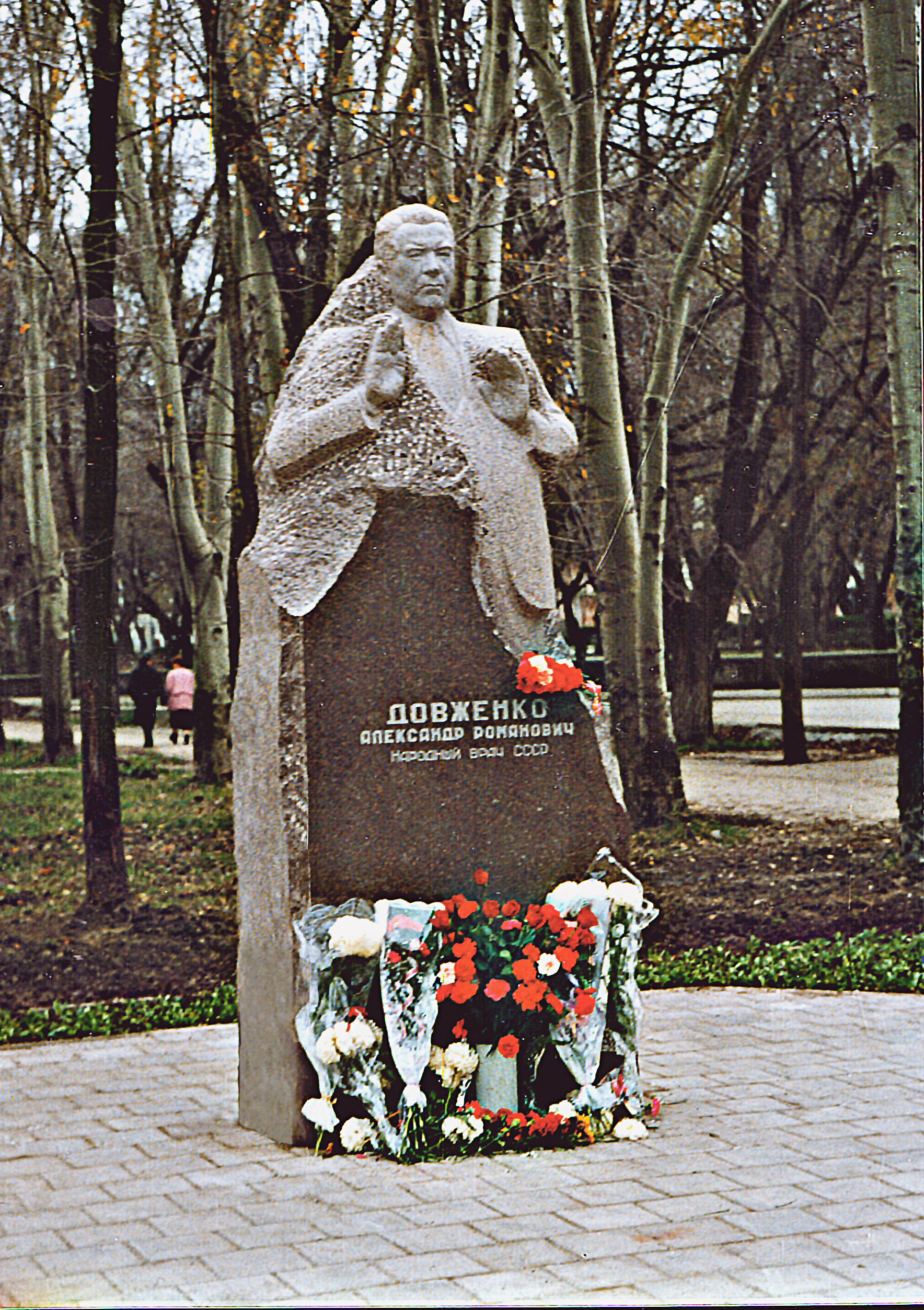
Пам'ятник Народному Лiкару у Феодосії

Нагороджений орденом «Дружби народів».
У центрі Феодосії встановлено пам'ятник Олександру Романовичу Довженку. Його ім'я присвоєно одній з вулиць міста, почесним громадянином якого він вибраний. Створений і активно працює в Москві Благодійний фонд школи ім. Довженка.
Рішенням Міністерства охорони здоров'я України та Росії затверджена медаль Народного лікаря СРСР ім. О. Р. Довженка з метою щорічного вручення медичним працівникам, педагогам, письменникам, спортсменам, громадським і державним діячам, а також іншим особам, які зробили значний внесок у звільненні людей від шкідливих звичок, пропаганду і впровадження здорового способу життя.
В центрі міста Феодосія встановлено пам'ятник заслуженому лікареві України Олександру Романовичу Довженку.

## Основні праці
- Довженко А. Р., Довженко В. Р. Таємниці зеленої аптеки. - Сімферополь: «Крим», 1967.
- Довженко А. Р., Довженко В. Р. Стежкою старих таємниць. - Львів: «Каменяр», 1968.
- Довженко А. Р. Повертаю вас до життя. - К .: «Молодь», 1986.
- Довженко А. Р. Моє зцілююче слово. - К .: «Молодь», 1989.
- Довженко А. Р. Здоров'я - у вашій волі. - М .: «Знання», 1990..